# Bassarabe II da Valáquia
Bassarabe II (Antes de 1 de Junho de 1431 - 1458) foi Príncipe da Valáquia entre Setembro de 1442 e 24 de Abril de 1444.

## Vida e reinado
Bassarabe era o filho primogénito de Dan II da Valáquia, ´sendo portanto parte da Casa de Bassarabe, da família dos Dăneşti, em conflito com os Drăculeşti, descendentes da mesma Dinastia.
A sua oportunidade de conseguir o trono chegou em 1442. Nesse ano, Vlad II Dracul ausentara-se para negociar na corte otomana para obter o seu apoio para melhor defender o Principado contra João Corvino, (príncipe da Transilvânia), deixando o seu filho, Mircea, a governar na Valáquia como Príncipe reinante.
Nesse tempo, o poder do Império Otomano fortalecia-se a cada ano que passava, o que fazia deles a maior ameaça à Valáquia independente. Todos os governantes valaquianos até então tiveram de lidar, não só com os conflitos internos do país, mas também com o grande poderio ds turcos. Para se protegerem dessa ameaça, fizeram de tudo para manter boas relações com o Reino da Hungria, mas também faziam alianças semi-amigáveis com os próprios turcos, de modo a evitar uma ocupação.
João Corvino, do lado dos Dăneşti, havia derrotado os turcos e defendia que a coroa de Dan II deveria passar para o seu filho mais velho, que era precisamente Bassarabe. Assim, Bassarabe juntou-se a Corvino na luta pelo poder. Após a batalha de Sântimbru em 1442, Bassarabe, Corvino e as suas tropas invadiram a Valáquia e forçaram Mircea e Vlad a submeterem-se..
Nesse ano, após a deposição forçada e fuga de Mircea II, Corvino colocou por fim Bassarabe no poder, em Setembro de 1442.
O governo de Bassarabe II coincidiu com um período turbulento na Valáquia. O seu reinado, em consequência disso, foi extremamente curto, visto que nestes períodos, só os governantes mais fortes conseguiam manter todo o território herdado do antecessor, assim como a sua própria posição no poder. Não se manteve, por isso, muito tempo no trono. A 24 de Abril de 1444, é deposto por Vlad II Dracul, que entretanto regressara do estrangeiro para retomar o poder para si e para a sua família.
Bassarabe II não foi morto por Vlad Dracul, aquando das sua resturação do poder, mas acabou enterrado vivo por Vlad III, o Empalador, filho de Vlad Dracul e irmão de Mircea II, em 1458.

## Casamento e descendência
Bassarabe casou com Maria, de quem teve:
- Anca (?), casada em 1482 com Stanciu de Glogova;
- Bassarabe (? - 13 de Julho de 1482), Príncipe da Valáquia, com oposição do tio, Bassarabe III da Valáquia, e de Mircea III da Valáquia e Vlad IV, o Monge, filhos ilegítimos de Vlad Dracul.